# القبطان عزوز
القبطان عزوز هو مسلسل كرتونى مصري أذيع في رمضان 2009. 
وتقوم فكرة العمل على شخصية القبطان عزوز الذي يتسم ببعض الغباء بعد أن ترك له أبوه سفينه اسمها «الشمندوره» ويقابل مواقف كوميديه ساخره أكثرها حول الغباء وشعف التفكير أو التفكير المحدود.
الشخصية يقدمها سامح حسين في دور القبطان عزوز والذي ذاع صيته منذ مسلسل الست كوم " راجل وست ستات "
بالاشتراك مع
- انتصار في دور عمة القبطان عزوز المشاكسة صاحبة اللسان الطويل دائما.
- عبد الله مشرف في دور قائد أو ربان السفينة.
- سليمان عيد في دور عامل السفينة.

وقد تم إنتاج 3 أجزاء منه تمت اذاعتهم في عامى 2010م 2011م في رمضان واشترك في هذين الجزأين عدة ممثلين ومنهم
- معوض إسماعيل ويعمل دور البغباء.